# Santina De Pascali
Maria Addolorata De Pascali (Acquarica del Capo, 10 de junio de 1897–Lecce, 19 de mayo de 1981), más conocida por su nombre religioso Santina De Pascali, fue una religiosa católica italiana, primero de la Congregación de las Hermanas Compasionistas Siervas de María y luego fundadora de las Discípulas del Sagrado Corazón. Es considerada venerable en la Iglesia católica.

## Biografía
Maria Addolorata De Pascali nació en Acquarica del Capo, en la provincia de Lecce (Italia), en el seno de familia acomodada. A la muerte de su padre, su madre confió su educación a las Hermanas de la Inmaculada Concepción de Ivrea. Luego de haber conocido a María Magdalena de la Pasión, fundadora de las Hermanas Compasionistas Siervas de María, decidió ingresar a esa congregación religiosa. En ella profesó sus votos de obediencia, castidad y pobreza, en 1927, cambiando su nombre por el de Santina.
El 14 de enero de 1929, sintiéndose llamada a fundar una nueva congregación, pidió la dispensas de sus votos, salió de las compasionistas y dio inicio, el 11 de abril del mismo año, en Acaya, a las Discípulas del Sagrado Corazón, para el servicio de los ancianos y de la infancia. Fue elegida superiora general del instituto el 20 de mayo de 1939. Ella misma alcanzó a ver la aprobación de su obra, por el papa Pablo VI en 1971. Santina murió el 13 de mayo de 1981 en Lecce, a causa de un carcinoma en el útero. Se dice que ofreció su vida por la del papa Juan Pablo II.

## Culto
El proceso informativo en pro de su beatificación fue introducido en 1993. El 20 de enero de 2017, el papa Francisco firmó el decreto de virtudes, por medio del cual se le concede a Santina el título de venerable. Sus restos mortales reposan en la capilla de la casa general de las Discípulas del Sagrado Corazón, en Lecce (Italia). Según el proceso canónico de la Iglesia católica, se espera a un milagro obrado por su intercesión para declararla beata.